# Uno (Better Call Saul)
 (septembre 2022).
La mise en forme du texte ne suit pas les recommandations de Wikipédia : il faut le « wikifier ».
Les points d'amélioration suivants sont les cas les plus fréquents :
- Les titres sont pré-formatés par le logiciel. Ils ne sont ni en capitales, ni en gras.
- Le texte ne doit pas être écrit en capitales (les noms de famille non plus), ni en gras, ni en italique, ni en « petit »…
- Le gras n'est utilisé que pour surligner le titre de l'article dans l'introduction, une seule fois.
- L'italique est rarement utilisé : mots en langue étrangère, titres d'œuvres, noms de bateaux, etc.
- Les citations ne sont pas en italique mais en corps de texte normal. Elles sont entourées par des guillemets français : « et ».
- Les listes à puces sont à éviter, des paragraphes rédigés étant largement préférés. Les tableaux sont à réserver à la présentation de données structurées (résultats, etc.).
- Les appels de note de bas de page (petits chiffres en exposant, introduits par l'outil «  Source ») sont à placer entre la fin de phrase et le point final[comme ça].
- Les liens internes (vers d'autres articles de Wikipédia) sont à choisir avec parcimonie. Créez des liens vers des articles approfondissant le sujet. Les termes génériques sans rapport avec le sujet sont à éviter, ainsi que les répétitions de liens vers un même terme.
- Les liens externes sont à placer uniquement dans une section « Liens externes », à la fin de l'article. Ces liens sont à choisir avec parcimonie suivant les règles définies. Si un lien sert de source à l'article, son insertion dans le texte est à faire par les notes de bas de page.
- La présentation des références doit suivre les conventions bibliographiques. Il est recommandé d'utiliser les modèles {{Ouvrage}}, {{Chapitre}}, {{Article}}, {{Lien web}} et/ou {{Bibliographie}}. Le mode d'édition visuel peut mettre en forme automatiquement les références.
- Insérer une infobox (cadre d'informations à droite) n'est pas obligatoire pour parachever la mise en page.

Pour une aide détaillée, merci de consulter Aide:Wikification.
Si vous pensez que ces points ont été résolus, vous pouvez retirer ce bandeau et améliorer la mise en forme d'un autre article.
Pour les articles homonymes, voir Uno (homonymie).
Uno est le premier épisode de la saison 1 de la série télévisée Better Call Saul, la série dérivée de Breaking Bad. L'épisode a été écrit par les créateurs de la série Vince Gilligan et Peter Gould et réalisé par Vince Gilligan. Aux États-Unis, l'épisode a été diffusé le 8 février 2015 sur AMC. En dehors des États-Unis, l'épisode a été diffusé sur le service de streaming Netflix dans plusieurs pays.

## Synopsis
À Omaha, dans le Nebraska, Saul Goodman, chauve et moustachu, maintenant appelé Gene Takavic, travaille comme directeur d'un centre commercial Cinnabon. Dans son appartement ce soir-là, il regarde en larmes une cassette VHS de ses anciennes publicités télévisées.
En mai 2002, Jimmy McGill est un avocat en difficulté d'Albuquerque. Après avoir représenté trois adolescents en tant que défenseur public, Jimmy est frustré de n'être payé que 700 $. En sortant du parking du palais de justice pour rencontrer un client potentiel, Jimmy est arrêté par le préposé au stationnement Mike Ehrmantraut. Mike refuse de le laisser sortir jusqu'à ce qu'il paie en espèces ou fournisse une vignette de stationnement fournie par le tribunal.
Jimmy rencontre Betsy et Craig Kettleman , qui font l'objet d'une enquête pour détournement de fonds. Ils hésitent à l'embaucher et quand Jimmy essaie plus tard de leur commander des fleurs en conduisant, il frappe un homme sur une planche à roulettes. Le frère jumeau du skateur enregistre l'incident et menace d'appeler la police à moins que Jimmy ne les paie. Reconnaissant leur ruse, Jimmy refuse. Ensuite, il retourne à son "bureau" - la chaufferie d'un salon de beauté vietnamien - où il trouve un chèque de Hamlin, Hamlin & McGill (HHM). Jimmy déchire le chèque et accuse plus tard les associés d'avoir offert un paiement symbolique pour tromper son frère Chuck McGill de sa part du cabinet d'avocats. En sortant du bureau de HHM, il voit les Kettlemans entrer.
Jimmy rend visite à Chuck, qui est confiné à la maison et croit qu'il a une hypersensibilité électromagnétique. Il n'a pas d'éclairage ou d'appareils fonctionnels et travaille à la lanterne sur une machine à écrire manuelle. Chuck refuse d'accepter un rachat de HHM et suggère également que Jimmy cesse d'utiliser le nom de McGill pour son cabinet d'avocats.
Jimmy traque les skateurs, Cal et Lars, et leur dit qu'il a reçu le surnom de "Slippin' Jimmy" en tant que jeune homme en simulant des accidents de "glissade et chute" pour de l'argent facile. Il fait en sorte que l'un d'eux soit heurté par la voiture de Betsy, ce qui lui permettra de faire un autre lancer pour défendre les Kettlemans. Au lieu de s'arrêter pour vérifier Cal après l'avoir heurté, l'automobiliste démarre. Cal et Lars se lancent à la poursuite, mais lorsque la voiture s'arrête, une femme âgée sort. Ils essaient de la faire payer et la suivent dans sa maison. Jimmy arrive quelques instants plus tard et commence à chercher, mais est tiré dans la maison sous la menace d'une arme par Tuco Salamanca.

## Production

### Développement
Une série dérivée de Breaking Bad a été évoquée pour la première fois lors de la diffusion de la cinquième saison de l'émission. En juillet 2012, le créateur de Breaking Bad, Vince Gilligan , a fait allusion à une éventuelle série dérivée axée sur Goodman. En avril 2013, la série a été confirmée comme étant en développement par Gilligan et Gould ; ce dernier a écrit l'épisode Breaking Bad qui a présenté le personnage. Dans une interview de juillet 2012, Gilligan a déclaré qu'il aimait « L'idée d'une émission d'avocats dans laquelle l'avocat principal fera tout ce qu'il faut pour rester en dehors d'un tribunal », y compris s'installer sur les marches du palais de justice.

### Tournage
La série est tournée à Albuquerque, au Nouveau-Mexique, où Breaking Bad a également été tourné. Alors que le tournage commençait le 2 juin 2014, des inquiétudes ont été exprimées concernant la possible déception de la participation à la série, en termes d'accueil du public. Le 19 juin 2014, AMC a annoncé qu'elle avait renouvelé la série pour une deuxième saison de treize épisodes à la première au début de 2016, avec la première saison composée de dix épisodes, et que la première de la série avait été retardée au début de 2015. La première bande-annonce a fait ses débuts sur AMC le 10 août 2014 et a confirmé sa date de première en février 2015.
Dans la scène d'ouverture de l'épisode, Saul (cachant désormais sa véritable identité sous le pseudonyme de Gene), travaille dans un centre commercial Cinnabon. Cette scène se déroule à Omaha, Nebraska, mais elle a été tournée à Albuquerque, Nouveau-Mexique, au Cottonwood Mall. La scène est principalement montrée en noir et blanc, à l'exception d'un bref moment où une publicité de Saul Goodman en couleur se reflète sur les lunettes de Gene.